# 10895 Aynrand
10895 Aynrand este un asteroid din centura principală de asteroizi.

## Descriere
10895 Aynrand este un asteroid din centura principală de asteroizi. A fost descoperit pe 11 octombrie 1997 la Observatorul Rand de George R. Viscome. Asteroidul prezintă o orbită caracterizată de o semiaxă mare de 2,26 ua, o excentricitate de 0,07 și o înclinație de 5,1° în raport cu ecliptica.